# Porwanie córek Leukippa
Porwanie córek Leukippa – obraz autorstwa flamandzkiego malarza Rubensa, wykonany przy współudziale ucznia Antona van Dycka, który namalował konia. Obraz jest różnie datowany przez badaczy, którzy czas jego powstania sytuują w drugim dwudziestoleciu XVII wieku (np. w latach 1615–1618, 1619–1620).

## Opis
Obraz poświęcony jest wydarzeniu z życia Dioskurów, zrodzonych z Ledy. Jeden z nich, Kastor, był śmiertelnym synem króla Spartan Tyndareosa, drugi, Polluks (Polideukes), był nieśmiertelny dzięki boskiemu ojcu Zeusowi. Historia opowiada o nierozłączności braci i o porwaniu córek ich wuja Leukipa (Leukippos), Ilairy (Hilajra, Hilaejra) i Febe (Fojbe). Obie siostry miały wyjść za mąż za Idasa i Linkeusa. Podczas porwania wywiązała się walka pomiędzy dwiema parami braci, w wyniku której zginął Kastor. Nieśmiertelny Polluks zapragnął połączyć się z bratem w krainie śmierci i poprosił ojca Zeusa o umożliwienie mu tego. Pan Olimpu nie zgodził się na prośbę syna, ale postanowił, iż Dioskurowie razem będą spędzać dnie na przemian w Podziemiu i na Olimpie.
Rubens z tej historii wybrał scenę próby porwania córek. Mocne ramiona braci chwytają zaskoczone dziewczyny, jednocześnie próbując ujarzmić rumaki. Postacie zostały wpisane w kształt rombu, przez co wydają się wciśnięte ciasno w ramy obrazu. Ciała kobiet są skręcone w przeciwne do siebie strony. Poprzez taką kompozycję postacie kobiet nawzajem się uzupełniają, tj. jedna ukazuje tę część ciała, którą druga zasłania. Braciom towarzyszą dwa amorki trzymające się końskich grzyw.
Użyte przez malarza barwy: odcienie żółcieni, oranż szat, czerwień płaszcza, potwierdzają, że Rubens znał malarstwo weneckie (Giorgiona, Tycjana, Veronesa i Tintoretta) i ulegał jego wpływowi. Technika zaczerpnięta od tych mistrzów polegała na swobodnym pociągnięciach pędzla i użyciu barw nie tylko do wypełnienia przestrzeni, ale i do kształtowania formy. Jak pisze Adam Bochnak, Rubens zróżnicował znakomicie odcienie ciała męskiego i kobiecego, świetnie odtworzył tkaniny jedwabne i ich refleksy na jasnym ciele kobiecym.